# Belgrano (metropolitana di Buenos Aires)
Belgrano è una stazione della linea E della metropolitana di Buenos Aires. Si trova sotto avenida Julio Argentino Roca, presso l'intersezione con avenida Belgrano e calle Piedras, nel barrio di Monserrat.

## Storia
La stazione fu inaugurata il 24 aprile 1966, quando fu attivato il segmento diretto a Bolívar della linea E.

## Interscambi
Nelle vicinanze della stazione effettuano fermata diverse linee di autobus urbani ed interurbani.
- Fermata autobus

## Servizi
La stazione dispone di:
- Biglietteria a sportello
- Biglietteria automatica